# Kaci Fennell

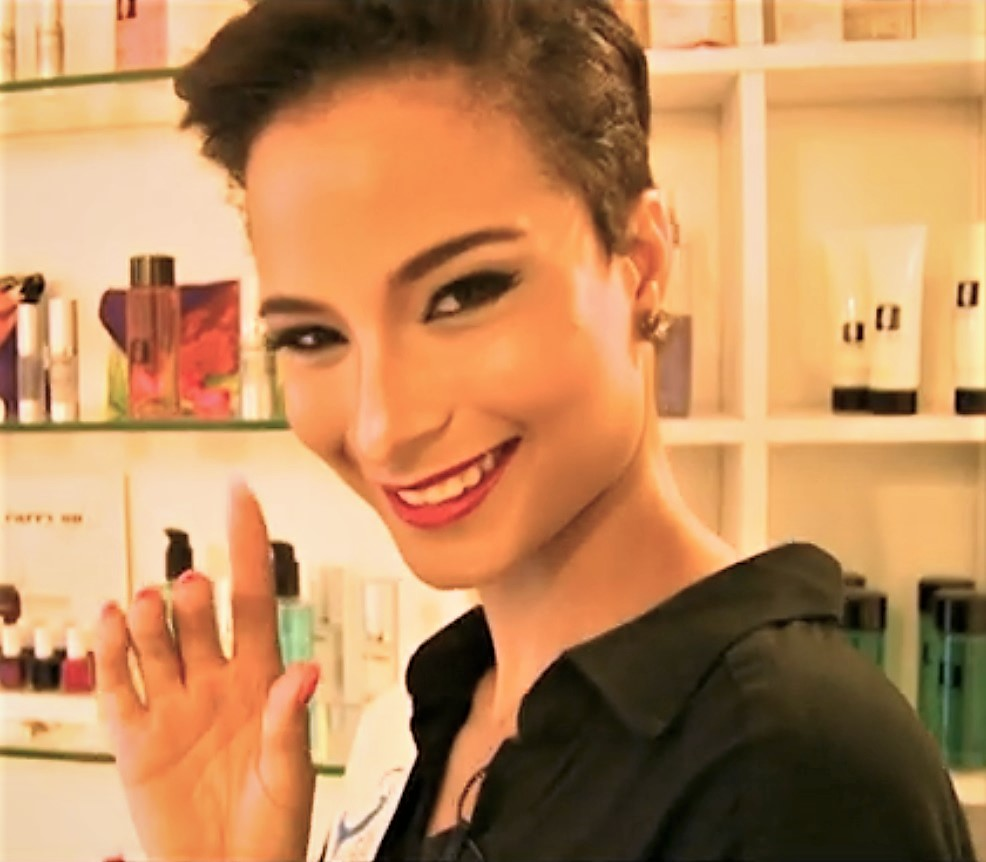
Kaci Fennell

Kaci Fennell (Kingston, 1992) é uma modelo jamaicana que foi coroada Miss Jamaica 2014 e representou o seu país no Miss Universo 2014, onde obteve o quinto lugar.

## Vida
Kaci Fennell nasceu em Kingston, capital da Jamaica, onde trabalha como modelo e é estudante. Ela ganhou o concurso Next Top Model da Jamaica. Kaci foi coroada como Miss Universo Jamaica 2014 e representou o Sandcastles em 30 de agosto de 2014.
Kaci representou o seu país no Miss Universo 2014, onde ela obteve o quinto lugar no concurso.

## Vaias e apoio
Quando Kaci Fennell, que era a favorita do público presente na Arena da Universidade Internacional da Flórida, foi anunciada como quinta colocada, as vaias se espalharam pela arena; Além disso, muitas pessoas reclamaram por meio do twitter para reclamar da posição em que a jamaicana terminou. Grande parte das candidatas eliminadas felicitaram e abraçaram Fennell, e inclusive a abraçaram como se fosse a grande vitoriosa.